# Sinka József (fizikus)
Sinka József (Budapest, 1931. február 28. – Budapest, 1987. május 28.) magyar fizikus, amatőrcsillagász, tudományos író, lapszerkesztő, az űrhajózás propagandistája.

## Életpálya
Csillagászatot hallgatott az egyetemen.
A Társadalom- és Természettudományos Ismeretterjesztő Társulat Csillagászati és Matematikai Szakosztályának Asztronautikai Bizottsága (AB) 1956. május 26-án alakult meg 22 alapító taggal a Kossuth Klubban, Budapesten. Az AB elnöke dr. Kulin György csillagász lett, titkárai Almár Iván és Sinka József lettek. 1956 – 1964 között a Magyar Asztronautikai Társaság (MANT), az Űrhajózási Intézőbizottság titkára, feladata a szervezés, valamint az ügyintézés volt..

## Írásai
- Űrhajózás –  Gondolat Kiadó – 1957,  Asztronautikai Bizottság munkatársainak közös kiadványa,
- Pál István, Róka Gedeon, Sinka József – Utazás a bolygók között – 1955, tudományos-fantasztikus könyv , Asztronautikai Bizottsága
- Sinka József–Simonffy Géza: A világűr küszöbén, 1961,Budapest, Móra Könyvkiadó
- Bitó János – Sinka József –3..2..1.. Start! 1968, Budapest , Táncsics Könyvkiadó
- Bitó János – Sinka József – Utak a kozmoszba” – 1970. Budapest, Kossuth Könyvkiadó
- Bitó János – Sinka József – Szabó Gábor – Világegyetem és tudomány – 1970. Budapest, Kossuth Könyvkiadó
- János – Sinka József – Űrhajók-űrállomások – 1971. Magyar-Szovjet Baráti Társaság
- Bitó János–Sinka József: Jövőnk kulcsa az energia; Kossuth, Bp., 1973 (Univerzum könyvtár)